# Serica squamosa
Serica squamosa är en skalbaggsart som beskrevs av Ahrens 2007. Serica squamosa ingår i släktet Serica och familjen Melolonthidae. Inga underarter finns listade i Catalogue of Life.